# Srednji Bučumet
Srednji Bučumet (em cirílico: Средњи Бучумет) é uma vila da Sérvia localizada no município de Medveđa, pertencente ao distrito de Jablanica, na região de Goljak. A sua população era de 146 habitantes segundo o censo de 2011.

## Demografia
| 1948 | 1953 | 1961 | 1971 | 1981 | 1991 | 2002 | 2011 |
| ---- | ---- | ---- | ---- | ---- | ---- | ---- | ---- |
| 657  | 725  | 751  | 566  | 454  | 306  | 207  | 146  |